# Lista över fornlämningar i Storfors kommun
Lista över fornlämningar i Storfors kommun är en förteckning av ett urval av de fornlämningar som finns i Storfors kommun.

## Bjurtjärn
| Namn           | Lämningstyp  | Tillkomsttid | Historisk indelning | Plats | Läge                 | ID-nr          | Bild                                 |
| -------------- | ------------ | ------------ | ------------------- | ----- | -------------------- | -------------- | ------------------------------------ |
| Bjurtjärn 16:1 | Röse         |              | Bjurtjärn, Värmland |       | 59.424785, 14.278338 | 10211700160001 | Ladda upp en bild av detta fornminne |
| Bjurtjärn 17:1 | Stensättning |              | Bjurtjärn, Värmland |       | 59.430053, 14.268216 | 10211700170001 | Ladda upp en bild av detta fornminne |
| Bjurtjärn 17:2 | Stensättning |              | Bjurtjärn, Värmland |       | 59.429847, 14.268260 | 10211700170002 | Ladda upp en bild av detta fornminne |
| Bjurtjärn 17:3 | Stensättning |              | Bjurtjärn, Värmland |       | 59.430002, 14.268482 | 10211700170003 | Ladda upp en bild av detta fornminne |
| Bjurtjärn 17:4 | Stensättning |              | Bjurtjärn, Värmland |       | 59.429955, 14.268308 | 10211700170004 | Ladda upp en bild av detta fornminne |
| Bjurtjärn 20:1 | Stensättning |              | Bjurtjärn, Värmland |       | 59.388697, 14.338215 | 10211700200001 | Ladda upp en bild av detta fornminne |
| Bjurtjärn 20:2 | Stensättning |              | Bjurtjärn, Värmland |       | 59.388648, 14.337848 | 10211700200002 | Ladda upp en bild av detta fornminne |
| Bjurtjärn 50:1 | Stensättning |              | Bjurtjärn, Värmland |       | 59.424151, 14.303436 | 10211700500001 | Ladda upp en bild av detta fornminne |
| Bjurtjärn 50:2 | Stensättning |              | Bjurtjärn, Värmland |       | 59.423980, 14.303444 | 10211700500002 | Ladda upp en bild av detta fornminne |
| Bjurtjärn 86:1 | Kvarn        |              | Bjurtjärn, Värmland |       | 59.497167, 14.333348 | 10211700860001 | Ladda upp en bild av detta fornminne |

## Lungsund
| Namn         | Lämningstyp | Tillkomsttid | Historisk indelning | Plats | Läge                 | ID-nr          | Bild                                 |
| ------------ | ----------- | ------------ | ------------------- | ----- | -------------------- | -------------- | ------------------------------------ |
| Lungsund 2:1 | Röse        |              | Lungsund, Värmland  |       | 59.568320, 14.169704 | 10216000020001 | Ladda upp en bild av detta fornminne |
| Lungsund 2:2 | Röse        |              | Lungsund, Värmland  |       | 59.568095, 14.169715 | 10216000020002 | Ladda upp en bild av detta fornminne |
| Lungsund 2:3 | Röse        |              | Lungsund, Värmland  |       | 59.568189, 14.169286 | 10216000020003 | Ladda upp en bild av detta fornminne |
| Lungsund 5:1 | Röse        |              | Lungsund, Värmland  |       | 59.568758, 14.172461 | 10216000050001 | Ladda upp en bild av detta fornminne |